# Finnország történelmi tartományai
Finnország történelmi tartományai (finnül: maakunta és svédül: landskap) a régi tartományok, amelyeket a svéd uralom alatt alakítottak ki. A tartományok 1634-ben elvesztették adminisztratív jelentőségüket, amikor megalakultak a megyék (ezek 1997-ig maradtak érvényben). A tartományok hagyományként maradtak meg, de nincs adminisztratív funkciójuk.

## Címer
I. Vasa Gusztáv temetésekor 1560-ban első alkalomként az összes tartomány címere ki volt állítva és néhánynak ebből az alkalomból adományoztak címert. Svédország és Finnország szétválása után a hagyományok is különváltak. Minden svéd tartomány hercegi koronát visel, míg a finn címerek különbséget tesznek a hercegi és megyei korona között. Az is megnehezíti a helyzetet, hogy a finn hercegi koronák a svéd grófi és bárói koronákhoz hasonlítanak. Lappföld kettéosztása szükségeltette a megkülönböztetést a svéd és finn címerek között.
A tartományok címerei alapul szolgáltak a megyék megalakításánál.

## Tartományok

Häme
Igazi Finnország
Karélia
Lappföld
Pohjanmaa
Satakunta
Savo
Uusimaa
Åland

1809 előtt a svédországi Västerbotten tartományból egy keskeny csík Finnországhoz tartozott.

## Lásd még
- Svédország tartományai (Kategória:Svédország tartományai)
- Österland, Norrland
- Finnország tartományai
- Finnország régiói